# The Dating Game Killer (Film)
The Dating Game Killer (Originaltitel: Woman of the Hour, dt.: „Frau der Stunde“) ist ein Spielfilm von Anna Kendrick aus dem Jahr 2023, die auch die weibliche Hauptrolle übernahm. Der Thriller basiert auf einer wahren Begebenheit und handelt von Cheryl Bradshaw und dem verurteilten Serienmörder Rodney Alcala (dargestellt von Daniel Zovatto), die Ende der 1970er-Jahre kurzfristig in einer im Fernsehen ausgestrahlten Flirtshow zusammenkamen. Die amerikanisch-kanadische Produktion, zugleich Kendricks Regiedebüt, wurde im September 2023 im Rahmen des Filmfestivals von Toronto uraufgeführt und erhielt Lob seitens der Kritiker. Der Streaminganbieter Netflix sicherte sich die Verwertungsrechte.

## Handlung
Los Angeles, Ende der 1970er-Jahre: Cheryl ist nach Kalifornien gekommen, um als Schauspielerin Fuß zu fassen. Ihre Agentin und auch ihr Freund raten ihr zu einem Auftritt in der Flirtsendung The Dating Game. Dies könnte Cheryls Karriere ankurbeln. Sie stimmt nur widerwillig einer Teilnahme zu. Das Format setzt sich aus einem Single zusammen, der durch eine Wand getrennt jeweils drei Kandidaten des anderen Geschlechts befragt. Dabei sollen die Kandidaten möglichst charmant und witzig antworten. Erst wenn sich der Single für einen Kandidaten entscheidet, sehen sich beide zum ersten Mal.
Am Set angekommen, gibt Moderator Ed Burke Cheryl zu verstehen, dass sie in die Rolle einer naiven, hübschen Frau schlüpfen solle. Nach der ersten Fragerunde nimmt Cheryl jedoch eine aggressivere Haltung ein, die der Show eigentlich zuwiderläuft. Im Fernsehpublikum befindet sich unter anderem die Zuschauerin Laura, die glaubt, im dritten Kandidaten Rodney den mutmaßlichen Mörder ihrer besten Freundin zu erkennen. Vergeblich versucht sie die Sicherheitskräfte während der Show von ihrem Verdacht zu überzeugen.
Im Finale entscheidet sich Cheryl für Rodney. Beide erhalten als Gewinn eine gemeinsame Reise nach Carmel. Noch am selben Abend lädt er sie zu einem gemeinsamen Essen ein. Später verfolgt er sie auf dem Parkplatz des Fernsehstudios. Ein weiteres Treffen kommt durch Rodneys offensives Verhalten nicht zustande und Cheryl wird kein Opfer seiner Mordserie.

## Hintergrund

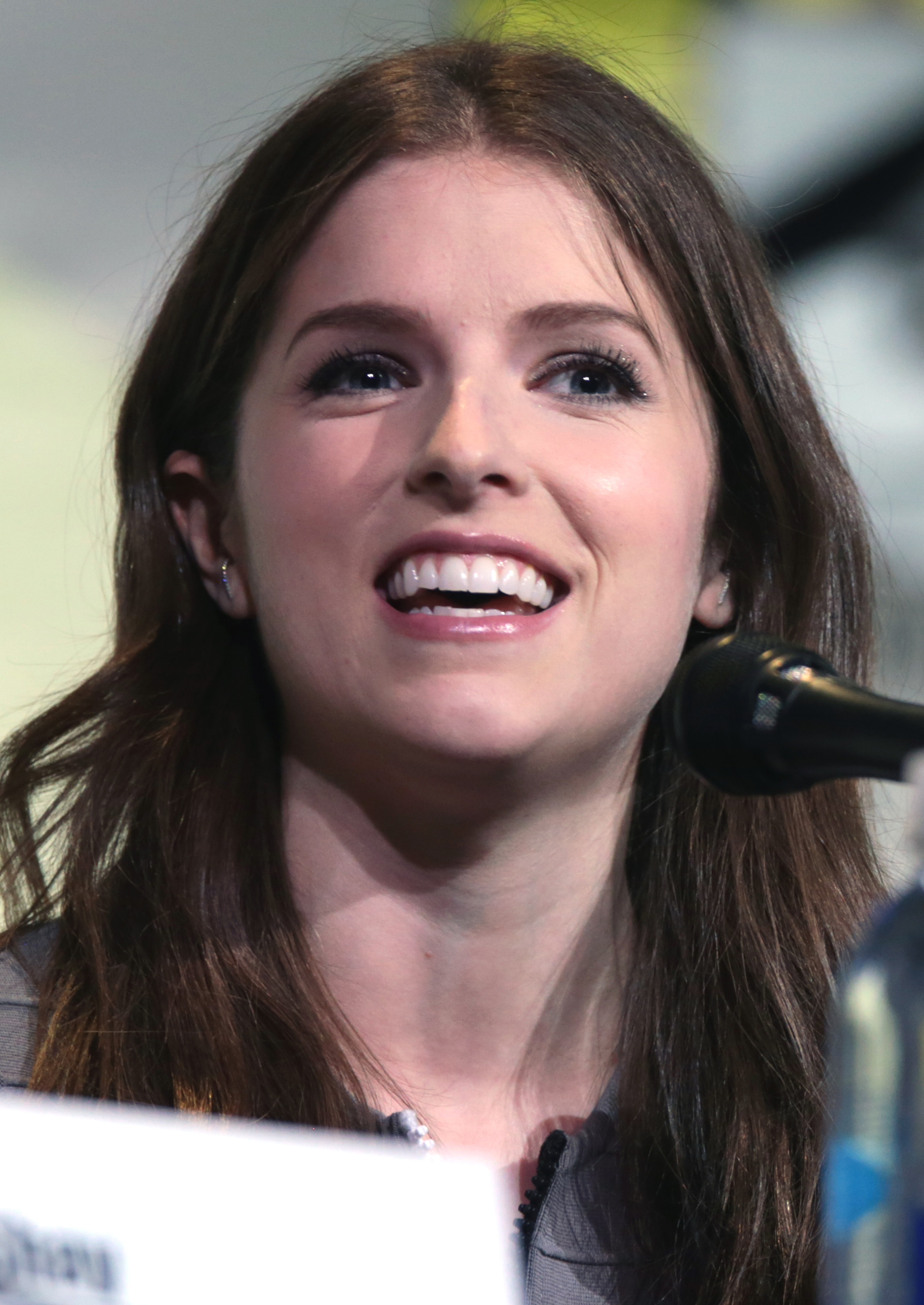
Anna Kendrick (2016)

The Dating Game Killer ist das Regiedebüt der US-amerikanischen Schauspielerin Anna Kendrick. Zuvor hatte sie neben ihrer Arbeit im Film und Fernsehen ab 2019 auch als ausführende Produzentin an mehreren Serien und Filmprojekten mitgewirkt. Das Drehbuch von Ian MacAllister McDonald, damals noch unter dem Titel Rodney & Sheryl geführt, wurde im Jahr 2017 in der Blacklist der besten unverfilmten Ideen Hollywoods gelistet. Die nicht linear erzählte Geschichte basiert auf einer wahren Begebenheit. Im Jahr 1978 nahm der später verurteilte Serienmörder Rodney Alcala an der Flirtshow The Dating Game des US-amerikanischen Senders ABC teil, die als Vorbild für das deutsche Format Herzblatt diente. Tatsächlich gewannen Alcala und die Teilnehmerin Cheryl Bradshaw ein gemeinsames Date. Sein Stalking soll aber dazu geführt haben, dass es niemals stattfand. Im Gegensatz zur Filmversion war Alcala nicht Kandidat Nr. 3, sondern Nr. 1. Auch gewannen sie kein gemeinsames Stelldichein in Carmel, sondern Tennisstunden.
Neben Regie und Produktion übernahm Kendrick auch die weibliche Hauptrolle der Cheryl, während der Costa-Ricaner Daniel Zovatto Rodney Alcala darstellte. Als weitere Produzenten waren Roy Lee und Miri Yoon (Vertigo) sowie J. D. Lifshitz and Raphael Margules (BoulderLight Pictures) an dem Projekt beteiligt. Die Finanzierung am amerikanisch-kanadischen Filmprojekt kam über den ausführenden Produzenten Stuart Ford (AGC Studios) sowie Bondit Media Finance zustande.

## Rezeption

### Veröffentlichung
Die Premiere des Films erfolgte am 8. September 2023 beim Toronto International Film Festival. Dort wurde The Dating Game Killer in die Sektion Special Presentations eingeladen. Aus Solidarität mit den Streikenden der SAG-AFTRA, einer großen US-Gewerkschaft, in der unter anderen Filmschauspieler organisiert sind, nahm Anna Kendrick nicht an der Welturaufführung teil. Sie ließ verkünden, dass es sich bei der Filmvorführung um den „stolzesten Moment“ ihrer Karriere handle.
Der Streaminganbieter Netflix sicherte sich für schätzungsweise 11 Millionen US-Dollar (ca. 10,2 Millionen Euro) die Verwertungsrechte. Seit dem 18. Oktober 2024 ist der Film in den USA auf Netflix zu sehen, in Deutschland wurde der Film am 25. Januar 2025 auf verschiedenen Streamingplattformen zunächst als Video-on-Demand angeboten.

### Kritik
Von den auf der Website Rotten Tomatoes nach der Premiere aufgeführten 40 Kritiken sind 90 Prozent positiv („fresh“) und führen zu einer Durchschnittswertung von 7,6 von 10 möglichen Punkten. Auf der Website Metacritic erhielt The Dating Game Killer eine Bewertung von 76 Prozent, basierend auf mehr als einem Dutzend ausgewerteten englischsprachigen Kritiken. Dies entspricht allgemein positive Bewertungen („generally favorable“).
Bert Rebhandl (Frankfurter Allgemeine Zeitung) pries das Regiedebüt Kendricks als „brillanten“ Thriller. Das Filmfestival von Toronto habe mit ihr „einen Star produziert“; „ihr Talent“ als Filmemacherin sei „unübersehbar geworden“. Kendrick mache aus dem auf einem wahren Fall basierenden Stoff „‚American Fiction‘ par exellence“.